# Phloeopora opaca
Phloeopora opaca är en skalbaggsart som beskrevs av Max Bernhauer 1902. Phloeopora opaca ingår i släktet Phloeopora, och familjen kortvingar. Enligt den finländska rödlistan är arten sårbar i Finland. Arten har ej påträffats i Sverige. Artens livsmiljö är moskogar.